# Lenart pri Gornjem Gradu
Lenart pri Gornjem Gradu – wieś w Słowenii, w gminie Gornji Grad. W 2018 roku liczyła 122 mieszkańców.